# Espagíria

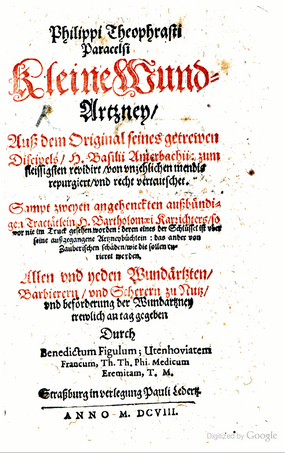
Portada de l'edició de Kleine Wund-Artzney de 1608 de Benedictus Figulus, basada en les notes de la conferència de Basilius Amerbach el Vell (1488-1535) sobre les conferències de Paracels durant la seva estada a Basilea (1527).

Espagíria o paracelsianisme és un nom donat a la producció de medicines a partir de plantes utilitzant procediments alquímics. Entre aquests procediments hi ha la fermentació, destil·lació i l'extracció de components minerals de les cendres de la planta. Aquests processos estaven en ús en l'alquímia medieval generalment per a la separació i purificació de metalls en menes, o per separar la sal de l'aigua o altres solucions aquoses.
Fou un moviment mèdic basat en les teories i teràpies de Paracelsus. Es va desenvolupar a la segona meitat del segle xvi, durant les dècades posteriors a la mort de Paracels el 1541, i va florir durant la primera meitat del segle xvii, representant una de les alternatives més completes a la medicina apresa, el tradicional sistema terapèutic derivat de la fisiologia de Galé.
Es basa en el principi de mantenir l'harmonia entre l'Home i la Natura.
El paracelsianisme va caure ràpidament en decadència al final del segle xvii, però va deixar la seva empremta en les pràctiques mèdiques; va ser responsable de l'àmplia introducció de [teràpies minerals espagíriques i de diverses altres tècniques anteriorment esotèriques.

## Etimologia
Paraula atribuïda a Paracels (Spagyria) del grec "spaô", extreure i "ageirô" reunir. Va ser usat com a sinònim de química.
Paracels diu el següent:
| « | «Darumb so lern Alchimiam, Die sonst Spagiria heibt, Die lernt dónes falsch scheiden von gerechten». «... per això aprèn l'Alquímia, que d'altra manera és anomenada espagiria, ella ensenya a separar la falsedat del que és just». Paracels, Opus Paramirum | » |

Els medicaments espagírics es componen de tintures principalment vegetals obtingudes en dates determinades d'acord amb les influències astrològiques. En aquest punt es diferencia de la fitoteràpia i de la medicina homeopàtica, que no té en compte aquestes influències.

## L'espagíria en la pràctica
L'espagíria es refereix normalment a la tintura de la planta, a la qual s'ha afegit mitjançant un procés la cendra de la planta ja calcinada. La justificació original per aquestes tintures especials a base de plantes sembla haver estat que, utilitzant només un extracte d'alcohol no es pot esperar que continguin totes les propietats medicinals d'una planta viva, i el que tracta aquest sistema és que el component mineral de la planta sigui cremat, preparat per separat i després tornat a afegir per a 'potenciar' la tintura alcohòlica. Les arrels de la paraula per tant primer es refereixen a l'extracció o separació del procés i després al procés de recombinació.
Els que fabricaven aquestes tintures vegetals sostenen que posseeixen superiors propietats terapèutiques que les tintures d'alcohol simple. En teoria, aquestes tintures espagíriques opcionalment, també poden incloure el material de la fermentació del material vegetal, així com qualsevol component aromàtic, que pot ser obtinguda a través de la destil·lació. Al producte final d'aquests processos se li denomina "essència".
El concepte dels remeis espagírics es basa en els tres principis fonamentals de l'alquímia anomenats, sofre, mercuri i sal (filosòfics). "La base d'aquestes matèries era la trinitat dels principis alquímics: el sofre, el mercuri i la sal. La sal era el principi de fixesa (no acció) i incombustibilitat, el mercuri significa el principi de fusió (capacitat de fusió i de fluïdesa, així com de volatilitat), i el sofre era el principi d'inflamabilitat. "
Les tres propietats primordials alquímiques i les seves correspondències a l'espagíria són:
- Mercuri = Paracels és el que va introduir el terme element aigua, que representaria l'essència de la vida de la planta, l'extracte d'alcohol de la planta, seria el portador de l'essència de la vida.
- Sal = L' element terra, el que representa el vegetal extret de les cendres de les sals del cos calcinat de la planta.
- Sofre = L' element foc, qualitat de la planta, que representa l'essència d'olis volàtils del vegetal.

Paracels va afirmar que el veritable propòsit de l'alquímia no era aconseguir or, sinó més aviat la producció de medicaments. El terme "Spagyria" ha estat utilitzat per Paracels en el seu llibre "Liber Paragranum", derivat de les paraules gregues "span i ageiro, el significat essencial dels quals és "separar i combinar".
Segons Paracels la naturalesa en si mateixa estava "en brut i sense acabar" i que l'home tenia la tasca donada per Déu de fer evolucionar les coses a un nivell superior. Com per exemple: La planta medicinal "crua" s'ha de dividir en els components bàsics que qualificava de "sofre" mercuri", i "sal" filosòfics i que després, també cal eliminar els components no essencials. Aquests tres elements després es recombinen apropiadament donant com a resultat el remei espagíric.
En termes contemporanis, seria l'extracció dels olis essencials mitjançant evaporació, i amb aquest vapor s'aconseguiria el "sofre". Després, la fermentació de la resta de la planta i la destil·lació de l'alcohol produït seria el que produirà el Mercuri. L'extracció dels components minerals de les cendres calcinades de la planta constituirien la sal. La dilució dels olis essencials en l'alcohol, i després la dissolució de les sals minerals és quan es produiria la poció final.
Cal tenir en compte que aquesta és una representació simplificada del procés que varia fortament segons la font triada.